# Moncini
Los moncinos (Moncini) son una tribu de lepidópteros ditrisios de la subfamilia Hesperiinae dentro de la familia Hesperiidae.

## Géneros
- Adlerodea
- Amblyscirtes
- Apaustus
- Arita
- Artines
- Bruna
- Callimormus
- Cantha
- Cobalopsis
- Cumbre
- Cymaenes
- Dion
- Enosis
- Eutocus
- Eutychide
- Flaccilla
- Gallio
- Halotus
- Igapophilus
- Inglorius
- Joanna
- Justinia
- amponia
- Lento
- Lerema
- Lerodea
- Levina
- Lucida
- Ludens
- Methion
- Methionopsis
- Miltomiges
- Mnasicles
- Mnasilus
- Mnasinous
- Mnasitheus
- Mnestheus
- Moeris
- Molla
- Monca
- Morys
- Mucia
- Naevolus
- Nastra
- Niconiades
- Onophas
- Pamba
- Panca
- Papias
- Paracarystus
- Parphorus
- Peba
- Penicula
- Phanes
- Pheraeus
- Phlebodes
- Propapias
- Psoralis
- Punta
- Radiatus
- Remella
- Repens
- Rhinthon
- Saniba
- Saturnus
- Sodalia
- Styriodes
- Sucova
- Thargella
- Thoon
- Tigasis
- Vehilius
- Venas
- Vertica
- Vettius
- Vidius
- Vinpeius
- Virga
- Zariaspes